# رديف (اسم)
رديف هو اسم علم مذكر من أصل عربي، ومعناه هو التابع المواكب، من يركب خلف الراكب أو على الطرف الآخر من الخرج.

## وصلات خارجية
- موسوعة السلطان قابوس لأسماء العرب نسخة محفوظة 5 أبريل 2019 على موقع واي باك مشين.